# Wioska Świętego Mikołaja
Wioska Świętego Mikołaja – park rozrywki położony w odległości 8 km od centrum Rovaniemi w Finlandii. W jego pobliżu znajduje się także drugi park tematyczny Santa Park.

## Historia
Po zakończeniu II wojny światowej Rovaniemi i Laponia stały się pierwszymi odbiorcami pomocy dostarczonej przez UNRRA, poprzednika UNICEFU. W jej ramach postanowiono zbudować za kołem podbiegunowym m.in. chatkę dla turystów, by ożywić ruch turystyczny. W 1950 roku z niespodziewaną wizytą przyjechała do Rovaniemi Eleanora Roosevelt, wdowa po prezydencie USA, by zobaczyć powojenną rekonstrukcję miasta. Lokalny gubernator Uuno Hannula, otrzymał zadanie zorganizowania wizyty. Ponieważ w tym czasie podbiegunowa chatka nie była jeszcze gotowa, wspólnie z burmistrzem Rovaniemi Lauri Kaijalainenem i jego asystentem znalazł odpowiedni kawałek ziemi pod jej budowę, dzięki czemu w ciągu tygodnia została ona postawiona.
Wizyta pani Roosevelt sprawiła, że do miasta zaczęły wkrótce przyjeżdżać inne wybitne osobistości i turyści z całego świata. W 1956 roku pociągnęło to za sobą konieczność rozbudowy bazy turystycznej (powstały kawiarnie, sklepy z pamiątkami oraz poczta). 
W czerwcu 1965 r. dokładnie piętnaście lat po powstaniu pierwszego polarnego schroniska, otworzono nowy budynek. Zaprojektowany przez Lempi Purdy obiekt był znacznie większy i lepiej przystosowany dla potrzeb turystów niż jego poprzednik.
Ponieważ okolice Rovaniemi tradycyjnie uznawane były za siedzibę Świętego Mikołaja, a liczba odwiedzających z każdym rokiem rosła, w latach 80. postanowiono wybudować w tym miejscu jego wioskę. Dziś na adres pocztowy Mikołaja przychodzi rocznie ponad 700 000 listów ze 150 krajów.
W 1991 roku wioska pojawiła się w pierwszym odcinku dokumentalnego programu „Pole to Pole” telewizji BBC.

## Atrakcje

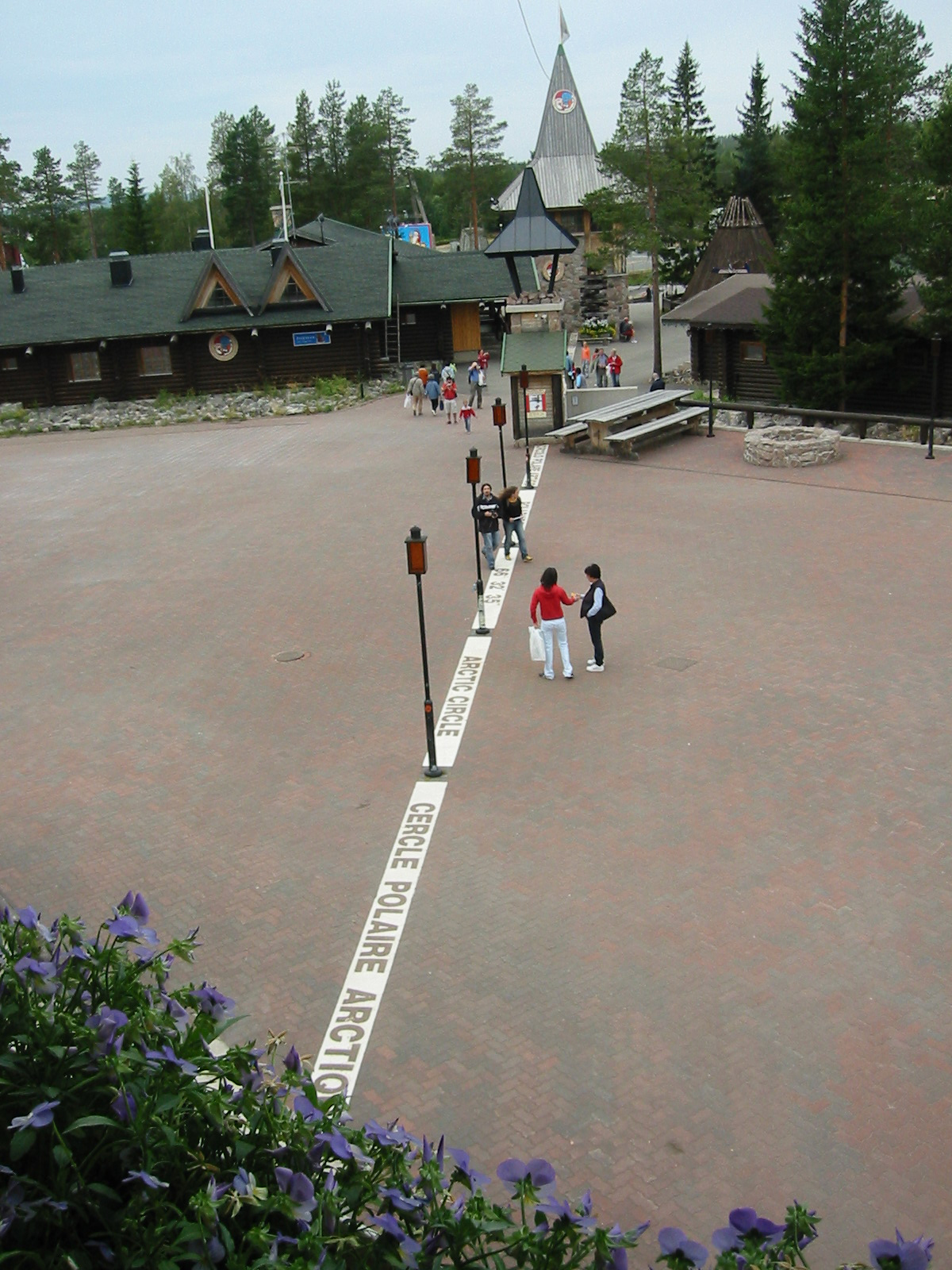
Linia koła podbiegunowego

- Koło podbiegunowe – biała linia przebiegająca przez środek wioski z napisami w kilku językach i podana wartością szerokości geograficznej kręgu polarnego. Linia jest bardzo popularna wśród turystów, aczkolwiek rzeczywiste północne koło podbiegunowe - na skutek powolnych zmian kąta nachylenia osi Ziemi - przebiega obecnie 2,2km na północ, przez teren lotniska w Rovaniemi; w oznaczonej w wiosce lokalizacji przebiegało ono w roku 1867.

- Poczta Świętego Mikołaja – można tu nie tylko nadać list, ale też kupić przeróżne rzeczy związane ze świętami. Z kolei wszystkie listy stąd nadawane otrzymują specjalny stempel Świętego Mikołaja.

- Biuro Świętego Mikołaja – ulokowane jest w głównym budynku wioski, gdzie turyści mogą porozmawiać oraz zrobić zdjęcie ze Świętym Mikołajem[3].

- Inne atrakcje – na terenie wioski znajduje się też wiele restauracji i sklepów, w których można kupić przeróżne rzeczy związane ze Świętym Mikołajem oraz Laponią[4].